# Terpsichore chrysleri
Terpsichore chrysleri là một loài thực vật có mạch trong họ Polypodiaceae. Loài này được (Proctor ex Copel.) A.R. Sm. miêu tả khoa học đầu tiên năm 1993.